# James Hinchcliffe
James Hinchcliffe, (născut la data de 5 decembrie 1986, Oakville, Ontario, Canada) este un pilot de curse care participă în IndyCar din sezonul 2011.

## Cariera în IndyCar
| Sezon | Echipă             | Puncte | Loc clasament general |
| ----- | ------------------ | ------ | --------------------- |
| 2011  | Newman/Haas Racing | 302    | 12                    |
| 2012  | Andretti Autosport | 358    | 8                     |
| 2013  | Andretti Autosport | 449    | 8                     |